# Тегеранское время
|  | UTC+02:00           | Египетское время |
|  | UTC+02:00 UTC+03:00 | Восточноевропейское время / Израильское стандартное время / Палестинское стандартное время Восточноевропейское летнее время / Израильское летнее время / Палестинское летнее время |
|  | UTC+03:00           | Турецкое время Аравийское время |
|  | UTC+03:30           | Иранское время |
|  | UTC+04:00           | Gulf Standard Time |

Иран

Тегеранское время, Иранское стандартное время — часовой пояс UTC+3:30. Тегеранское время используется на территории Ирана. Местное время определяется по меридиану 52°30’ в. д. (долгота Тегерана — 51°30' в. д.).
В 1977—1979 годах тегеранское время соответствовало UTC+4 зимой и UTC+5 летом.
В 2005—2008 годах (1383—1386 по иранскому календарю) Иран не переходил на летнее время. 20 марта 2008 года (новый, 1387 год) Иран вновь перешёл на летнее время по решению Меджлиса.
В 2022 году переход на летнее время был отменён.